# العوضي الوكيل
العوضي مصطفى السيد الوكيل (1915 - 1983) هو شاعر مصري.

## حياته ونشأته
مواليد قرية دماص مدينة ميت غمر بمحافظة الدقهلية بمصر، وتوفي في القاهرة، عاش في القاهرة والإسكندرية، وزار أكثر العواصم العربية مشاركاً بشعره في مؤتمراتها، منها مؤتمر البحتري بدمشق. تخرج في مدرسة دار العلوم العليا عام 1937. اشتغل بالتدريس في المدارس الابتدائية والثانوية بالقاهرة حتى عام 1946، ثم نقل سكرتيرًا فنيًا لوزير الأوقاف، فوزير المواصلات، فمديراً لإدارة مخازن مصلحة البريد، كما عمل مستشاراً بمجلس الدولة، ومراقبًا لبرامج الأطفال في الإذاعة المصرية، ووظائف فنية أخرى، كان آخرها: وكيل وزارة الثقافة.

## دواوينه الشعرية
- أنفاس في الظلام، (بالاشتراك) 1935
- تحية الحياة، المطبعة العصرية، القاهرة، 1936،
- أغاني الربيع، مكتبة وادي النيل، القاهرة، 1936،
- أصداء بعيدة، مكتبة مصطفى البابي الحلبي، القاهرة، 1945
- ديوان النيل 1950
- رسوم وشخصيات، مطبعة الاعتماد، 1960،
- شفق، دار الزيني للطباعة والنشر، القاهرة، 1959
- فراشات ونوار، المؤسسة المصرية العامة للتأليف والنشر، القاهرة، 1964
- أشعار إلى الله، المجلس الأعلى للشؤون الإسلامية، القاهرة، 1972
- عالمي الصغير، (د.ت)،

## أعمال أخرى
- مطالعات وذكريات: ادب وتاريخ
- من مراثي الحيوان في الشعر العربي
- العقاد والتجديد في الشعر، 1967
- قضية السفود بين العقاد وخصومه
- الشعر بين الجمود والتطور
- من أمهات الكتب العربية
- ترجم - بالاشتراك مع زوجه - كتاب: «أعلام الشعر في فرنسا»،
- له «شرح ديوان المتنبي» - نشرته دار الشعب مجزّأً - القاهرة،
- «مراجع في أصول اللغة والأدب»،
- «الشعر بين الجمود والتطور» - المكتبة الثقافية، رقم 114 - القاهرة، 1964،

يعد الشاعر أحد تلاميذ مدرسة العقاد الشعرية، إذ تبدو في شعره تلك المسحة الفكرية التأملية، وإن لم يكن بالدرجة نفسها التي جاء عليها شعر العقاد، وفضلاً عن ذلك: له شعر في الطبيعة وشعر في الغزل رقيق، وقد ساعده على سهولة الإبداع اطلاعه الواسع على ذخائر اللغة ونفائس البيان في العربية.

## جوائز
- حصل على وسام العلوم والفنون من الطبقة الأولى 1954.
- نال جائزة الدولة التشجيعية في الشعر 1969.
- حصل على وشاح الرواد الأوائل في عيد العلم 1979.
- نال وسام الاستحقاق من تونس.